# Langemark
Langemark (fr. Langemarck) – dzielnica (deelgemeente) gminy Langemark-Poelkapelle w Belgii, w Regionie Flamandzkim, w prowincji Flandria Zachodnia, w okręgu Ieper. 1 stycznia 2020 roku liczyła 5079 mieszkańców. Do 31 grudnia 1976 samodzielna gmina.
Znajduje się tutaj cmentarz wojenny.

## Demografia
Liczba mieszkańców, stan na 1 stycznia:
| Rok                | 1930 | 1947 | 1961 | 2020 |
| ------------------ | ---- | ---- | ---- | ---- |
| Liczba mieszkańców | 4390 | 4474 | 4686 | 5079 |